# Alexandra N. Lenz
Alexandra Nicole Lenz (* 1971 in Nastätten) ist eine deutsche Sprachwissenschaftlerin. Sie ist Universitätsprofessorin an der Universität Wien, Wirkliches Mitglied der Österreichischen Akademie der Wissenschaften und leitet das Austrian Centre for Digital Humanities and Cultural Heritage.

## Leben
Von 1991 bis 1997 studierte sie an der Johannes Gutenberg-Universität Mainz in den Fächern Germanistik, Mathematik und Romanistik (1997: 1. Staatsexamen für das Lehramt an Gymnasien in Germanistik und Mathematik). Nach ihrer Promotion 2002 an der Philipps-Universität Marburg im Fach „Germanistische Sprachwissenschaft“ war sie zunächst als Juniorprofessorin für Germanistische Sprachwissenschaft (Schwerpunkt „Sprachdynamik“) in Marburg aktiv, bevor sie zwischen 2008 und 2010 als Rosalind-Franklin-Fellow eine Associate und Adjunct Professur an der Rijksuniversiteit Groningen (Niederlanden) innehatte. Seit 2010 ist sie Universitätsprofessorin für „Germanistische Sprachwissenschaft (Sprachgeschichte und Varietätenlinguistik)“ an der Universität Wien und fungiert seit 2020 zudem als Institutsdirektorin des Austrian Centre for Digital Humanities and Cultural Heritage (ACDH-CH) an der Österreichischen Akademie der Wissenschaften. Seit 2016 ist sie Sprecherin des vom FWF finanzierten Spezialforschungsbereichs (SFB) "Deutsch in Österreich (DiÖ). Variation – Kontakt – Perzeption".

## Schriften (Auswahl)

### Monographien
- mit Ulrich Ammon, Hans Bickel (Hrsg.): Variantenwörterbuch des Deutschen. Die Standardsprache in Österreich, der Schweiz, Deutschland, Liechtenstein, Luxemburg, Ostbelgien und Südtirol sowie Rumänien, Namibia und Mennonitensiedlungen. 2., völlig neu bearbeitete und erweiterte Auflage. De Gruyter, Berlin/Boston 2016. ISBN 978-3-11-024543-1. (Inhaltsverzeichnis).
- mit Manfred Michael Glauninger (Hrsg.): Standarddeutsch im 21. Jahrhundert. Theoretische und empirische Ansätze mit einem Fokus auf Österreich (= Wiener Arbeiten zur Linguistik. Bd. 1). V&R unipress, Göttingen 2015. ISBN 3-8471-0337-7.
- Vom „kriegen“ und „bekommen“. Kognitiv-semantische, variationslinguistische und sprachgeschichtliche Perspektiven. Berlin/New York 2013. ISBN 3-11-028264-X.
- Moselfränkisch. Eine populärwissenschaftliche Einführung am Beispiel der Region Wittlich in der Eifel. Wittlich 2006. ISBN 3-9809086-5-8.
- Struktur und Dynamik des Substandards. Eine Studie zum Westmitteldeutschen (Wittlich, Eifel) (= Zeitschrift für Dialektologie und Linguistik. Beihefte. Bd. 125). Steiner, Stuttgart 2003. ISBN 3-515-08349-9.

### Aufsätze
- mit Fabian Fleißner, Agnes Kim, Stefan Michael Newerkla: GIVE as a PUT verb in German – Analyses on Slavic-German language contact. In: Journal of Linguistic Geography. (First View), 2021, S. 1–15. doi:10.1017/jlg.2020.6. (Open Access).
- Variatio delectat? – Vom Verhältnis von Lexikographie und sprachlicher Vielfalt. In: Paradigmenwechsel in der Lexikographie. Herausforderung und Chance. Vorträge zum Auftakt des Zentrums für digitale Lexikographie der deutschen Sprache (ZDL). Hrsg. von den Präsidenten der Berlin-Brandenburgischen Akademie der Wissenschaften und der Akademie der Wissenschaften zu Göttingen. Berlin-Brandenburgische Akademie der Wissenschaften, Berlin 2019, S. 64–88 (Open Access).
- mit Ludwig Maximilian Breuer, Matthias Fingerhuth, Anja Wittibschlager, Melanie Seltmann: Exploring syntactic variation by means of “Language Production Experiments” – Methods from and analyses on German in Austria. In: Journal of Linguistic Geography. Bd. 7, Nr. 2, 2019, S. 63–81. doi:10.1017/jlg.2019.7. (Open Access).
- Bairisch und Alemannisch in Österreich. In: Joachim Herrgen, Jürgen Erich Schmidt (Hrsg.). Sprache und Raum. Ein internationales Handbuch der Sprachvariation. Bd. 4: Deutsch. Unter Mitarbeit von Hanna Fischer und Brigitte Ganswindt (= Handbücher zur Sprach- und Kommunikationswissenschaft 30.4). De Gruyter, Berlin/Boston 2019, S. 318–363. doi:10.1515/9783110261295-011.
- Digitale Sprachwissenschaft. Herausforderungen und Perspektiven. In: Akademie im Dialog. Bd. 15, 2019, S. 5–16. (Open Access).
- Syntaktische Variation aus areallinguistischer Perspektive. In: Angelika Wöllstein, Peter Gallmann, Mechthild Habermann, Manfred Krifka (Hrsg.). Grammatiktheorie und Empirie in der germanistischen Linguistik (= Germanistische Sprachwissenschaft um 2020. Bd. 1). De Gruyter, Boston/Berlin 2018, S. 241–277. doi:10.1515/9783110490992-009. (Open Access).
- GIVE- und GET-Passive im Deutschen und Luxemburgischen. Von der Affinität transferentieller Verben zur Passiv-Auxiliarisierung. In: Sprachwissenschaft. Bd. 43, Nr. 2 (Special issue Aktuelle Ansichten zur Synchronie und Diachronie von Passivkonstruktionen, hrsg. von Elena Smirnova und Robert Mailhammer), 2018, S. 187–219.
- On eliciting dialect-syntactic data. Comparing direct and indirect methods. In: Augustin Speyer, Philipp Rauth (Hrsg.): Syntax aus Saarbrücker Sicht. Beiträge der SaRDiS-Tagung zur Dialektsyntax (= Zeitschrift für Dialektologie und Linguistik. Beihefte. Bd. 165). Steiner, Stuttgart 2016, S. 187–219.
- On the resultative-modal grammaticalisation pathway of German GET verbs – with an outlook on Dutch and Afrikaans. In: Taal en Tongval. Nr. 67, Nr. 2, 2015, S. 177–209. doi:10.5117/TET2015.2.LENZ. (Open Access).
- mit Timo Ahlers, Martina Werner: Zur Dynamik bairischer Dialektsyntax – eine Pilotstudie. In: Zeitschrift für Dialektologie und Linguistik. Bd. 81, Nr. 1, 2015, S. 1–33.
- Sprachvariation und Sprachwandel aus der Perspektive von Deutschlehrerinnen und Deutschlehrern – Einstellungsdaten aus Österreich, Deutschland und der Schweiz. In: Albrecht Plewnia, Andreas Witt (Hrsg.). Sprachverfall? Dynamik – Wandel – Variation (= Jahrbuch des Instituts für deutsche Sprache. Jg. 2013) De Gruyter, Berlin 2014, S. 323–371. doi:10.1515/9783110343007.323. (Open Access)
- Three „competing auxiliaries“ of a non-canonical passive – On the German GET passive and its auxiliaries. In: Artemis Alexiadou, Florian Schäfer (Hrsg.). Non-canonical passives. John Benjamins, Amsterdam/Philadelphia 2013, S. 63–94. doi:10.1075/la.205.04len.
- On the genesis of the German recipient passive – Two competing hypotheses in the light of current diaelct data. In: Gunther De Vogelaer, Guido Seiler (Hrsg.): The Dialect Laboratory. Dialects as a testing ground for theories of language change (SLCS128). Benjamins, Amsterdam 2012, S. 121–138. doi:10.1075/slcs.128.06len.
- Zum kréien-Passiv und seinen „Konkurrenten“ im schriftlichen und mündlichen Luxemburgischen. In: Peter Gilles, Melanie Wagner (Hrsg.): Linguistische und soziolinguistische Bausteine der Luxemburgistik (= Mikroglottika. Bd. 4). Peter Lang, Frankfurt am Main 2011, S. 5–27.
- Zum Begriff der Salienz und zum Nachweis salienter Merkmale. In: Christina Ada Anders, Markus Hundt, Alexander Lasch (Hrsg.). »Perceptual dialectology«. Neue Wege der Dialektologie (= Linguistik – Impulse und Tendenzen. Bd. 38). De Gruyter, Berlin/New York 2010, S. 89–110. doi:10.1515/9783110227529.1.89.
- Emergence of Varieties through Restructuring and Reevaluation. In: Peter Auer, Jürgen Erich Schmidt (Hrsg.): Language and Space. An International Handbook of Linguistic Variation. Bd. 1: Theories and Methods. De Gruyter, Berlin/New York 2010, S. 295–315. doi:10.1515/9783110220278.295.
- „Von Erp nach Wittlich und zurück“ – Substandardsprachliche Strukturen des Mittelfränkischen. In: Peter Gilles, Joachim Scharloth, Evelyn Ziegler (Hrsg.): Variatio delectat. Empirische Evidenzen und theoretische Passungen sprachlicher Variation (VarioLingua). Peter Lang, Frankfurt am Main 2010, S. 81–103.
- Vom Dialekt zur regionalen Umgangssprache – Zur Vielfalt regionaler Sprechweisen. In: Horst Haider Munske (Hrsg.): Sterben die Dialekte aus? Vorträge am Interdisziplinären Zentrum für Dialektforschung an der Friedrich-Alexander-Universität Erlangen-Nürnberg, 22.10.–10.12.2007, 2008, urn:nbn:de:bvb:29-opus-9479.
- Zur variationslinguistischen Analyse regionalsprachlicher Korpora. In: Werner Kallmeyer, Gisela Zifonun (Hrsg.): Sprachkorpora. Datenmengen und Erkenntnisfortschritt (= IDS-Jahrbuch. Jg. 2006). De Gruyter, Berlin/New York 2007, S. 169–202. doi:10.1515/9783110439083-011. (Open Access).
- Zur Grammatikalisierung von geben im Deutschen und Letzebuergeschen. In: Zeitschrift für Germanistische Linguistik. Bd. 35, Nr. 1/2, 2007, S. 52–82. doi:10.1515/ZGL.2007.004.